# 1140.
1140. je peto desetletje v 12. stoletju med letoma 1140 in 1149. 